# Rifugio Portia
Il rifugio Portia si trova presso il colle della Portia (1328 m, che mette in comunicazione la val di Viù con la val Casternone), a breve distanza dal colle del Lys. È collocato sul confine tra i comuni di Viù e di Val della Torre, tutti e due nella Città metropolitana di Torino.

## Storia
Venne costruito nel 1993 riadattando un'antica costruzione di "sosta" già esistente sin dal 1870, edificata da Andrea Rigoletti vicino ad un pilone votivo lungo il sentiero che unisce Richiaglio (frazione di Viù) a Val della Torre.

## Caratteristiche ed informazioni
Prende il nome dal colle Portia presso il quale è edificato.

## Accessi
L'accesso al rifugio avviene normalmente dal colle del Lys (1311 m). attraverso una strada interpoderale e, successivamente, tramite sentiero (difficoltà T), in un'ora di tempo. Un'altra via di accesso è tramite un sentiero che parte dalla loc. Mulino di Punta (frazione di Val della Torre) in 2 ore di tempo (difficoltà E).

## Ascensioni
Costituisce il punto di partenza di diverse escursioni ed ascensioni. Tra queste ascensioni merita ricordare:
- monte Colombano - 1.658 m (attraverso il Colle della Lunella, 1.359 m)
- monte Musinè - 1.150 m (per il Santuario della Madonna della Bassa, 1.157 m).
- monte Arpone - 1.602 m (per la cresta est)